# Debus–Radziszewski咪唑合成
Debus–Radziszewski咪唑合成（Debus–Radziszewski imidazole synthesis）
以二酮、醛和氨为原料合成咪唑衍生物。 反应中首先是二酮与氨失水缩合为二元亚胺，
然后二元亚胺与醛缩合，得咪唑环。
反应以化学家 Heinrich Debus 和 Bronisław Leonard Radziszewski 的名字命名。